# Midori Linux
Midori LinuxはオープンソースのLinuxディストリビューションの一つ。Transmeta社が2001年3月に発表したものである。

## 概要
Midori LinuxはTransmeta社が発表したLinuxディストリビューションの一つで、現在はオープンソースとなっている。
Transmeta社がもともと開発していたMobile Linuxが基になっている。
x86アーキテクチャを対象にしている。モバイルノートパソコン等のモバイル情報機器を想定したLinuxディストリビューションである。
省電力機能のACPIへの対応もなされている。フラッシュメモリをHDDのかわりに外部記憶装置として扱える機能をデフォルトとして持つ。
Midoriという名は日本語の緑から採用した。エコなイメージをねらっているとのこと。

## 採用機種
- CASIO CASSIOPEIA FIVA MPC-216XL
- FIC Aqua Pad
- Gateway Connected Touch Pad
- HITACHI FLORA-ie 55mi
- TOSHIBA FEMINITY BHT-1002A